# Companhia Municipal de Transportes Coletivos

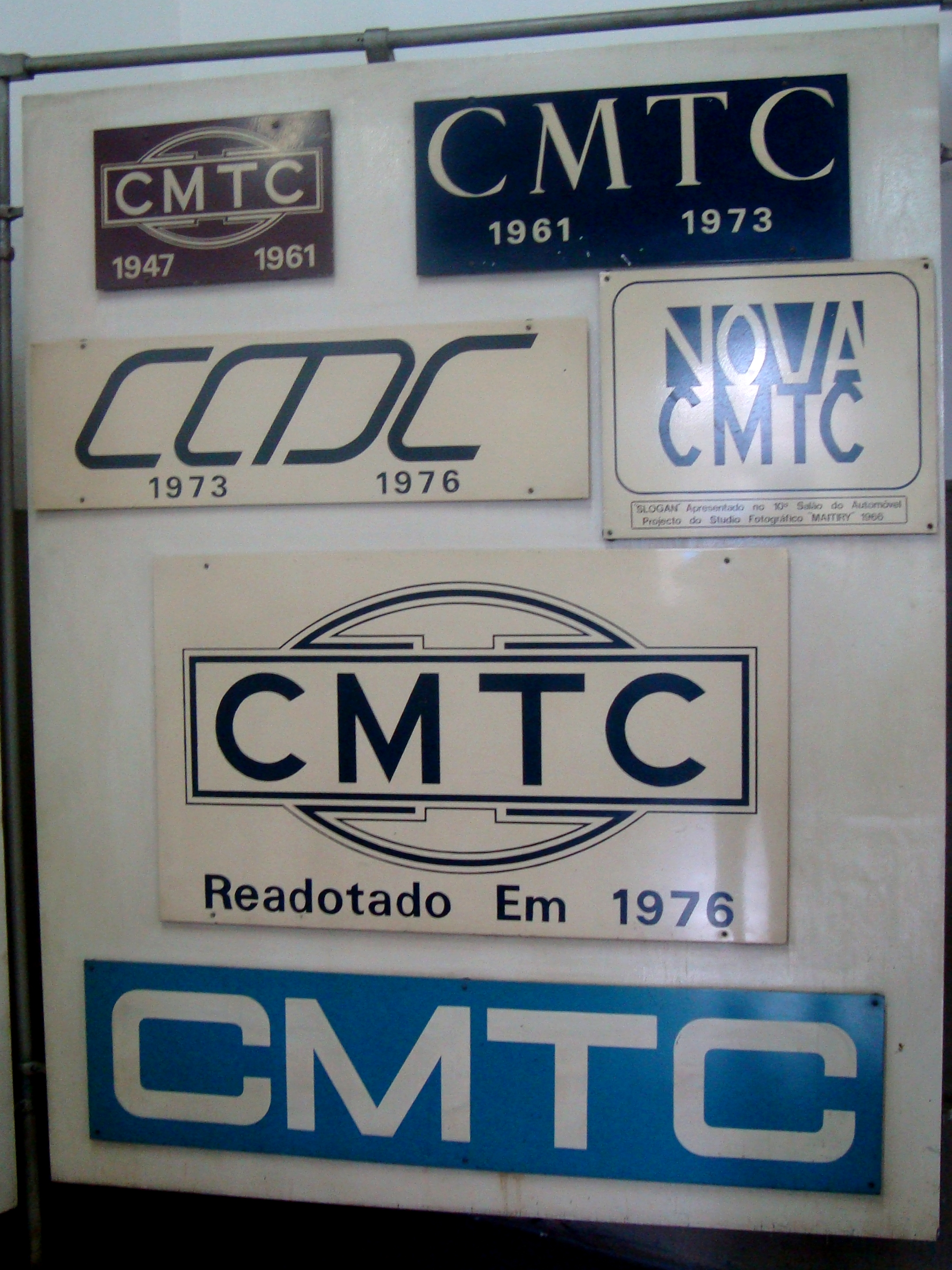
Logos da CMTC ao longo do tempo. (Museu do Transporte Público Gaetano Ferolla)

A  Companhia Municipal de Transportes Coletivos (CMTC) foi uma empresa responsável pela operação e fiscalização do transporte feito por ônibus na cidade de São Paulo de 10 de outubro de 1946 até o ano de 1995, quando foi extinta na gestão Paulo Maluf (1993 a 1996).

## História

### 1946-1968
A  Companhia Municipal de Transportes Coletivos foi criada em 1946 sob o Decreto-Lei Municipal número 365 de 10 de outubro, que constituía a uma empresa de prestação de serviços de transporte público na cidade de São Paulo no prazo de 30 anos. No ano seguinte, em 12 de março, a prefeitura transfere o patrimônio da São Paulo Tramway Light and Power Company Limited (então responsável pelo transportes coletivos na cidade) para a companhia. A Transferência do patrimônio só se oficializou em 1 de julho inciando as operações da CMTC.

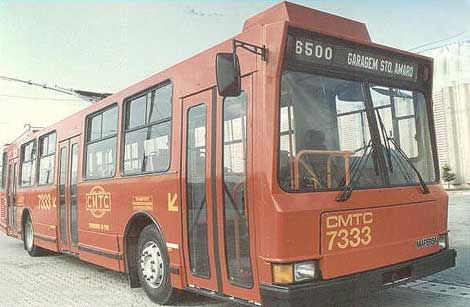
Trólebus da CMTC, modelo Mafersa M210 Turbo, que pertencia à GSA (Garagem Santo Amaro)

Durante esse período, a CMTC implanta um sistema de trólebus importados dos Estados Unidos e Inglaterra colocando em funcionamento a linha São Bento-Aclimação. Também é importada uma frota de 200 ônibus Twin Coach e um sistema de linhas de bondes setoriais começa a ser implantado com itinerários que não circulam pelo centro da cidade. A empresa tem 90% de sua frota operada em São Paulo.
A CMTC também é a responsável pela fabricação do primeiro trólebus brasileiro. Em 1968, o sistema de bondes em São Paulo é desativado depois de 96 anos de funcionamento.

### 1975-1994
O Metrô começa a ser operado na cidade em 1975, e a CMTC detém apenas 14% da frota.
Em 1977, um decreto municipal divide a cidade em 23 áreas de operação, nas quais empresas particulares contratadas pela companhia ficariam encarregadas pelo transporte coletivo, enquanto as linhas circulares e diametrais passam a ser exclusividade da CMTC.
Nos anos 80, a CMTC implanta o sistema de transferência ônibus-trólebus, construindo o primeiro terminal urbano de passageiros da cidade: o da Vila Prudente. A empresa também implanta a integração ônibus-ferrovia, entre a linha Pinheiros-Largo São Francisco, da CMTC, e os trens metropolitanos da Fepasa. mais a CMTC rodando pela Cidade Tiradentes na zona leste está andando pelo caminho para o Guaianazes, Terminal São Mateus, Praça Princesa Isabel e o Parque Dom Pedro II e também o Metrô de São Paulo com Itaquera, Guilhermina-Esperança, Penha, Tatuapé e Paraíso.
Durante a gestão de Jânio Quadros (1986-1988), no dia 8 de setembro de 1987, foram colocados em circulação 11 ônibus de dois andares (semelhantes aos ônibus de Londres), circulando na linha 5111 no corredor de Santo Amaro. Em 1988, mais 26 unidades a frota (dessa vez fabricadas pela Thamco Industria e Comércio), assim como os ônibus londrinos todos foram pintados de vermelho. O ônibus de dois andares ganhou o apelido de "Fofão" devido aos seus cantos arredondados. A novidade, no entanto, não passou de uma experiência de Jânio, que foi logo descartada no governo seguinte, de Luiza Erundina.
Em 1 de janeiro de 1991, é assinada a Lei Municipal 10.950, que determina a substituição da frota de ônibus a diesel por ônibus movidos a gás natural no prazo de 10 anos. Em junho do mesmo ano, entra em operação a primeira linha com entrada pela porta dianteira: 805A-Circular Avenidas. Em 25 de Julho do mesmo ano, é oficializada a municipalização dos transportes coletivos, de acordo com a lei número 11.037, aprovada pela Câmara Municipal. A entrada pela porta dianteira foi estendida a toda a frota até o fim de 1992.
Entre os anos de 1989 até 1992 a CMTC tinha um prejuízo anual de cerca de 500 milhões de dólares para os cofres públicos ou cerca de 1,5 milhão de dólares ao dia. Em maio de 1992, uma greve de motoristas e cobradores de ônibus chegou a durar nove dias, resultando em 806 ônibus depredados e um prejuízo total de 40 bilhões de cruzeiros, além da prisão de 49 pessoas e da demissão de 475 grevistas.
No início de 1993, a empresa entra em uma restruturação com a extinção de diversos cargos e a demissão de cerca de 5.000 empregados. No mesmo ano, a CMTC ganha nova administração, porém suas condições junto com o sistema municipalizado se encontravam precárias.
O número de passageiros transportados volta a ter um peso significativo na remuneração das empresas contratadas e a primeira fase de privatização das áreas de operação e manutenção da CMTC é iniciada. Através de três processos de licitação são transferidas a operação de garagens e frota pública.
No ano seguinte, o transporte coletivo de São Paulo passa a ser operado por 47 empresas privadas. A marca CMTC é desativada em 8 de março de 1995, apenas alterando a razão social para SPTrans na gestão do transporte coletivo da cidade e mantido o CNPJ.